# Смазнов, Виктор Викторович
Виктор Викторович Смазнов (1920—1979) — полковник Советской Армии, участник Великой Отечественной войны, Герой Советского Союза (1948).

## Биография
Виктор Смазнов родился 24 августа 1920 года в Мелитополе. После окончания войны работал бухгалтером, учился в Днепропетровском машиностроительном институте. В 1939 году Смазнов был призван на службу в Рабоче-крестьянскую Красную Армию. В 1942 году он окончил Качинскую военную авиационную школу пилотов. С августа того же года — на фронтах Великой Отечественной войны.
К концу войны старший лейтенант Виктор Смазнов был помощником по воздушно-стрелковой службе командира 197-го истребительного авиаполка 178-й истребительной авиадивизии 5-й воздушной армии 2-го Украинского фронта. К тому времени он совершил 162 боевых вылета, принял участие в 42 воздушных боях, сбив 15 вражеских самолётов лично и ещё 2 — в составе группы.
Указом Президиума Верховного Совета СССР от 23 февраля 1948 года старший лейтенант Виктор Смазнов был удостоен высокого звания Героя Советского Союза с вручением ордена Ленина и медали «Золотая Звезда» за номером 8315.
После окончания войны Смазнов продолжил службу в Советской Армии. В 1945 году он окончил Высшие лётно-тактические курсы, в 1952 году — Военно-политическую академию. В 1958 году в звании подполковника Смазнов был уволен в запас, в 1975 году присвоено звание полковника. Проживал в Севастополе. Скончался 25 ноября 1979 года, похоронен на кладбище «Кальфа» в Севастополе.
Был также награждён двумя орденами Красного Знамени, орденом Отечественной войны 2-й степени и рядом медалей.

## Память
- На здании аэроклуба, где ранее располагалась Мелитопольская авиационная школа, в которой обучался Герой, 17 августа 2013 года установлена мемориальная доска[3].